# The happy forest

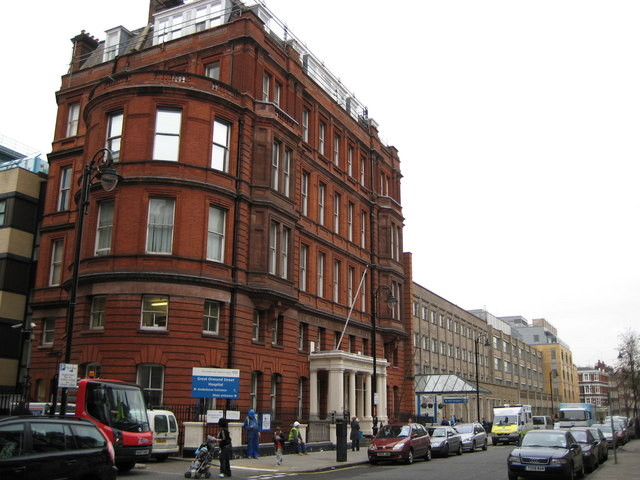
Het kinderziekenhuis

The happy forest, A nature poem is een compositie van Arnold Bax.
Het werk is geïnspireerd op een prozagedicht (aldus de schrijver) van Herbert Farjeon aan wie het ook is opgedragen. Hij omschreef een idyllisch landschap met herders en satyrs. De familie Farjeon waren buren van de familie Bax, Farjeon diende het gedicht in bij het literair blad Orpheus, samengesteld door Clifford Bax, broer van de componist. Arnold Bax gaf er een vrije interpretatie aan; het moest los gezien worden van de tekst, meer een weergave van een lange wandeling in mei in de bossen. Voor Bax begon het als een werk voor piano solo. Hij dateerde het op 13 mei 1914, maar het werd als zodanig nooit uitgevoerd. Bax schreef er vermoedelijk tussen 1921 en 1923 een orkestratie bij, maar dateerde het niet. De orkestratie werd achteraf gedateerd aan de hand van de omschrijving van het werk bij de première; de toelichting vermeldde "only recently completed".
Eugene Goossens gaf met zijn eigen orkest de première van die werk op 3 juli 1923 tijdens een concert ten bate van een kinderziekenhuis Great Ormond Street Hospital for sick children). Later, 1964, werd rond dit werk door Bice Bellairs nog een ballet geschreven. Tussen 1925 en 1990 was het werk vier keer te horen tijdens de Proms-concerten.
In 2017 zijn vier opnamen van dit werk verkrijgbaar:
- Uitgave Chandos: Bryden Thomson met het Ulster Orchestra in een opname uit 1982
- Uitgave Chandos: Vernon Handley met het BBC Philhgamronic met een opname uit circa 2006
- Uitgave Naxos: David Lloyd-Jones met het Royal Scottish National Orchestra; opname 1996
- Uitgave Avie: John Wilson met het Royal Liverpool Philharmonic Orchestra.

Een vijfde, maar voor wat betreft opname de eerste, werd verricht door Edward Downes met het London Symphony Orchestra in 1969, platenlabel RCA Victor.
Orkestratie:
- 3 dwarsfluiten (I ook piccolo), 2 hobo’s, 1 althobo, 2 klarinetten, 1 esklarinet, 1 basklarinet, 2 fagotten, 1 contrafagot
- 4 hoorns, 3 trompetten, 3 trombones, 1 tuba
- pauken, 4 man/vrouw percussie, 1 harp
- violen, altviolen, celli, contrabassen